# Spenta Mainyu
Spenta Mainyu (avestisch spǝṇtā- mainiiu- oder spǝṇtā- maniiu-) ist im Avesta der Heilvolle Geist, der Angra Mainyu gegenüber steht. Die beiden Wesenheiten verkörpern den charakteristischen Aspekt des Dualismus in der zoroastrischen Religion. Während Spenta Mainyu im ältesten Teil des Avestas noch als selbstständige Wesenheit auftritt, übernimmt Ahura Mazda seine Rolle in der nachavestischen Tradition. 

## Einleitung
Der Dualismus zwischen Gut und Böse ist ein grundlegendes Merkmal des Zoroastrismus. Während im Avesta der bestimmende Konflikt zwischen Spenta Mainyu und Angra Mainyu stattfindet, bahnt sich im jüngeren Avesta bereits ein Widerstreit zwischen Ahura Mazda selbst und Angra Mainyu an. In der nachavestischen zoroastrischen Tradition werden die Funktionen von Spenta Mainyu beinahe vollständig von Ahura Mazda übernommen und man begegnet Ohrmazd und Ahriman. Die späte Überlieferung der Gegenüberstellung haben auch antike Schriftsteller wie Aristoteles und Plutarch übernommen.

## Name
Spenta Mainyu wird im Avesta mit spǝṇtā- mainiiu- oder spǝṇtā- maniiu- übermittelt. Der Wechsel von mainiiu- und maniiu- ist von den Handschriften überliefert. Es ist ein Hinweis, dass die Epenthese nicht ursprünglich ist und sich nicht durchsetzen konnte.

## Eine unscharfe Abgrenzung und ihre Folgen
Im ältesten Avesta kann Spenta Mainyu sowohl als selbstständige Wesenheit auftreten als auch mit Ahura Mazda identifiziert werden. Spenta Mainyu ist demnach zwar selbständig, aber keine gottartige Persönlichkeit, sondern engstens mit seinem Träger verknüpft. Da Spenta Mainyu bereits im ältesten Teil des Avestas ein Teil des Wesens und der Persönlichkeit von Ahura Mazda ist, ist es naheliegend, dass die spätere Tradition die Unterscheidung mehr oder weniger ganz aufgehoben hat.
Wegen der wenig ausgeprägten Personifikation und der unscharfen Abgrenzung gegenüber Ahura Mazda sind die Funktionen von Spenta Mainyu unklar. Aufgrund des Wandels in der Bedeutung können bestimmte Aussagen des jüngeren Avesta nicht als Beleg für die ursprüngliche Anschauung gelten. In den Gathas, dem ältesten Teil des Avestas, ist Spenta Mainyu teilweise die Kraft, durch die Ahura Mazda tätig ist. Andererseits ist Spenta Mainyu aber auch selbstständig wirksam, wobei es im Grunde dieselbe Wirksamkeit ist wie diejenige von Ahura Mazda.

## Die Kontrahenten
Im ältesten Teil des Avestas gibt es eine Schlüsselstelle, die Auskunft über das Verhältnis von Spenta Mainyu und Angra Mainyu gibt.

„Und jene beiden von Anfang an vorhandenen Geister, die als Zwillinge bekannt wurden, sind (jeder) nach Denken, Reden und Tun das Bessere und das Schlechte …“

Während eine Einigkeit besteht, dass es sich um eine Schlüsselstelle des Dualismus zwischen dem heilvollen und dem feindseligen Geist handelt, triften die Interpretationen in den Details weit auseinander. Es besteht eine Uneinigkeit, ob die beiden Geister ursprünglich sind oder ob sie Impulsgeber oder Geisteszustände sind. Ebenso ist nicht klar, ob die beiden Gegensätze nur zu Beginn tätig waren oder allgegenwärtig sind. Jede dieser Fragen hat zu einer anderen Übersetzung mit gravierenden Folgen für die Interpretation geführt. Im Folgenden sind zwei weitere Übersetzungen von der gleichen Textstelle ausgewählt, die dies verdeutlichen.

„([Je vais dire aussi] les deux états d’esprit fondamentaux qui sont connus pour être des songes jumeaux lors de la pensée et de la parole. Lors de l’acte [rituel], ce sont le meilleur [acte] et le mauvais [acte]).“

„[Ich werde auch erzählen] von den beiden grundlegenden Geisteszuständen, die dafür bekannt sind, dass sie während des Denkens und Sprechens Zwillingsträume sind. Während der [rituellen] Handlung sind es die bessere [Handlung] und die schlechtere [Handlung].“

„These (are) the two spirits (present) in the primal (stage of one’s existence), twins who have become famed (manifesting themselves as) the two (kinds) of dreams, the two (kinds of) thoughts and words, (and) the two (kinds of) actions, the better and the evil.“

„Dies (sind) die zwei Geister (die) in der ursprünglichen (Stufe der eigenen Existenz) vorhanden sind, Zwillinge, die berühmt geworden sind (und sich als) die zwei (Arten) von Träumen, die zwei (Arten) von Gedanken und Worten, (und) die zwei (Arten) von Handlungen, die guten und die schlechten, manifestieren.“

## Der Schöpfer
Spenta Mainyu ist Schöpfer und der Hüter der Schöpfung. Er ist derjenige, der den Himmel, das Wasser, die Erde, die Tiere, die Pflanzen und die ungeborenen Söhne in den Bäuchen der Mütter schützt. Es gibt einige Stellen im Avesta, die zeigen, dass sowohl Spenta Mainyu als auch Angra Mainyu zu einer Zeit selber als Schöpfer tätig waren. In den späteren Überlieferungen verliert Spenta Mainyu mehr und mehr seine Eigenständigkeit, bis er vollständig mit Ahura Mazda identifiziert wurde. Durch den Verlust seiner Eigenständigkeit verschwand er als aktiver Mitwirker der zoroastrischen Kosmogonie.